# Koudekerke (Schouwen-Duiveland)
Koudekerke (ook Coudekerke) was een dorpje op het voormalig eiland Schouwen, nu Schouwen-Duiveland, in de Nederlandse provincie Zeeland. Het dorp verloor in 1583 zijn kerk en verdween in de zeventiende eeuw van de kaart. De plaats bevindt zich tegenwoordig op de kust van Oosterschelde.

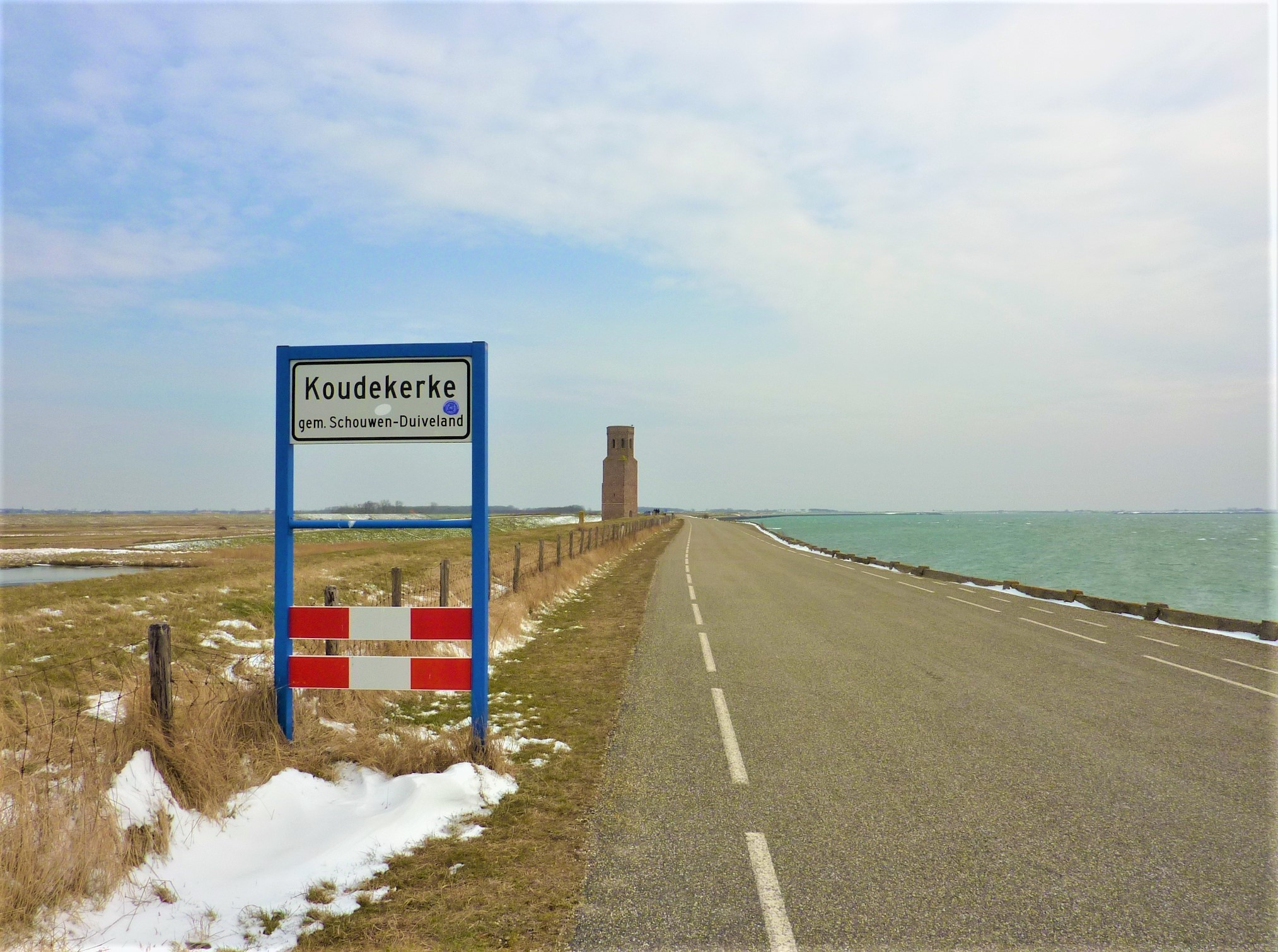
Plompe Toren, Koudekerke

## Geschiedenis
Het dorp lag in het Zuidland. Het was een ambachtsheerlijkheid onder graaf Willem III. Deze schonk het dorp in 1311 aan zijn neef Witte van Haamstede. Ergens in de daarop volgende 11 jaar werd de eerste kerk van Coudekerk gebouwd. Deze was in alle waarschijnlijkheid opgedragen aan Sint Maarten. Verder had het twee bijaltaren, een voor het Heilige Kruis en een voor de Maagd Maria. In 1322 schonk graaf Willem de Goede de kosterij van de kerk aan Pieter Dankaertszoon. In 1468 kocht een zekere Lodewijk van Gruuthu(u)se het ambacht Haamstede met bijhorende het dorpje Coudekerk. Deze beval de bouw van een nieuwe kerk ter vervanging van de vervallen oude. Een lang leven was de kerk niet geschonken. Door het oprukken van de Oosterschelde werd in 1583 besloten de kerk af te breken. Enkel de toren (nu bekend als Plompe Toren) liet men staan als baken voor de schepen die naar Antwerpen voeren. Tegen 1650 was het dorpje voorgoed verdwenen. De 18 huizen die bij de volkstelling van 1840 werden geteld in Koudekerke zullen vermoedelijk woningen buiten de oude kern zijn geweest.
De ondergang van het dorpje leek nog veraf in 1475. Toen lag de Oosterschelde nog 3 tot 4 kilometer van het dorp vandaan. Maar door het steeds schurende effect van het stromende water werd de zeedijk aangetast en moest men een nieuwe bouwen. Deze werd iedere keer verder landinwaarts gelegd tot waar de huidige zeedijk ligt. Sporen van dijkbouw en de herstellingen aan de dijken zijn iets ten noorden van de Plompe Toren te zien. Daar liggen de karrevelden, stukken grond waar klei werd uitgegraven voor de dijken.

## Kleinste plaats
Van Koudekerke is alleen nog een kerktoren over, toch is er een wit plaatsnaambord. Dit plaatsnaambord maakt dat Koudekerke een buurtschap is, terwijl het geen inwoners heeft. Daarom wordt Koudekerke samen met Helwerd ook wel beschouwd als het kleinste plaatsje van Nederland.

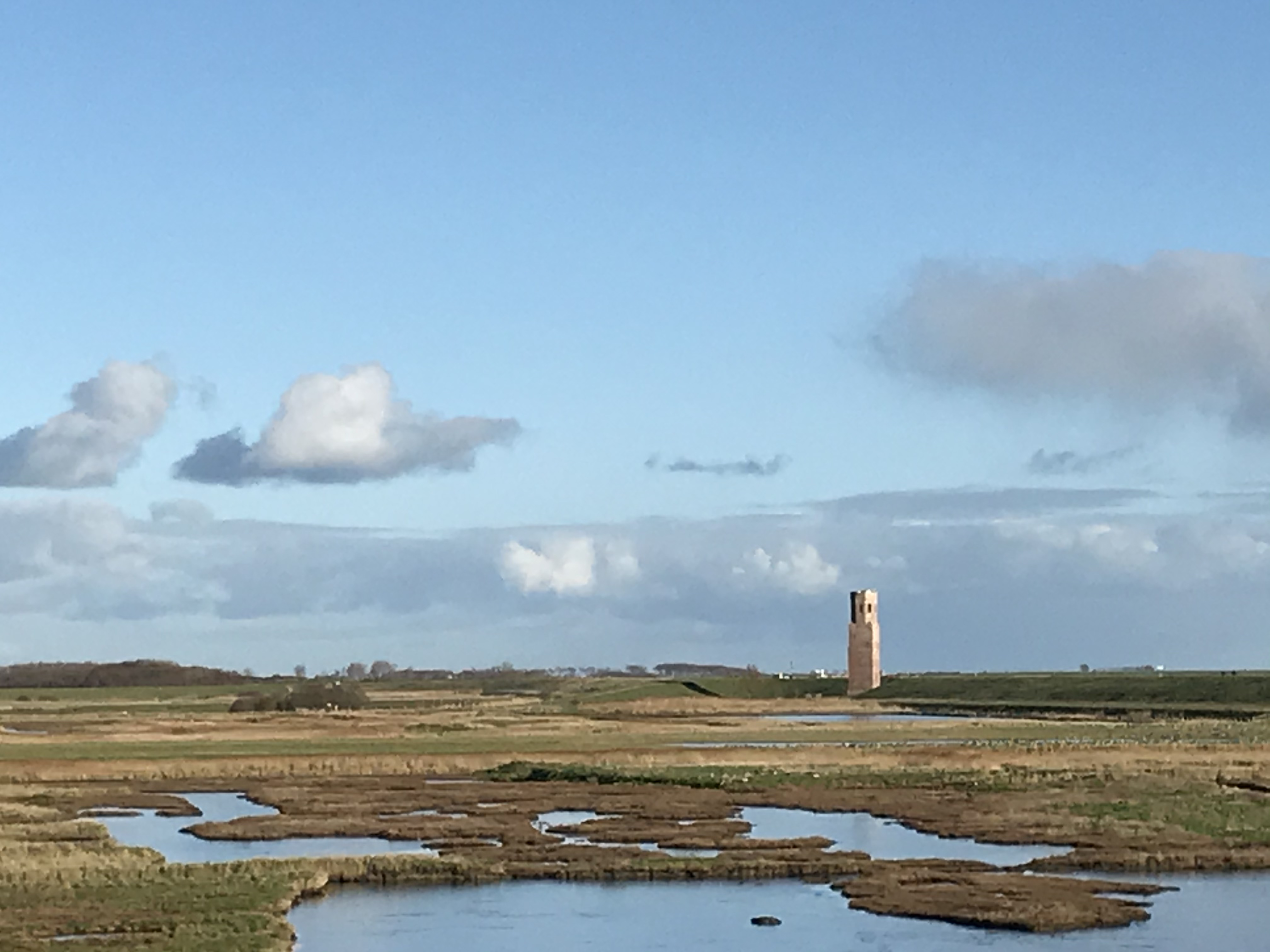
De Plompe toren in Koudekerke op het Zeeuwse eiland Schouwen-Duiveland.